# رومان اوباکیوی
رومان اوباکیوی (استونیایی: Roman Ubakivi؛ زادهٔ ۲۴ مارس ۱۹۴۵) بازیکن سابق و مربی فوتبال اهل استونی است.
از باشگاه‌هایی که در آن بازی کرده‌است می‌توان به باشگاه فوتبال نورما تالین اشاره کرد.